# Chemnitz-Rabenstein
Rabenstein ist ein Stadtteil der Stadt Chemnitz in Sachsen. Die Gemeinde entstand 1897 aus den bis dahin selbständigen Gemeinden Oberrabenstein und Niederrabenstein und wurde 1950 nach Chemnitz eingemeindet. 

## Geografie

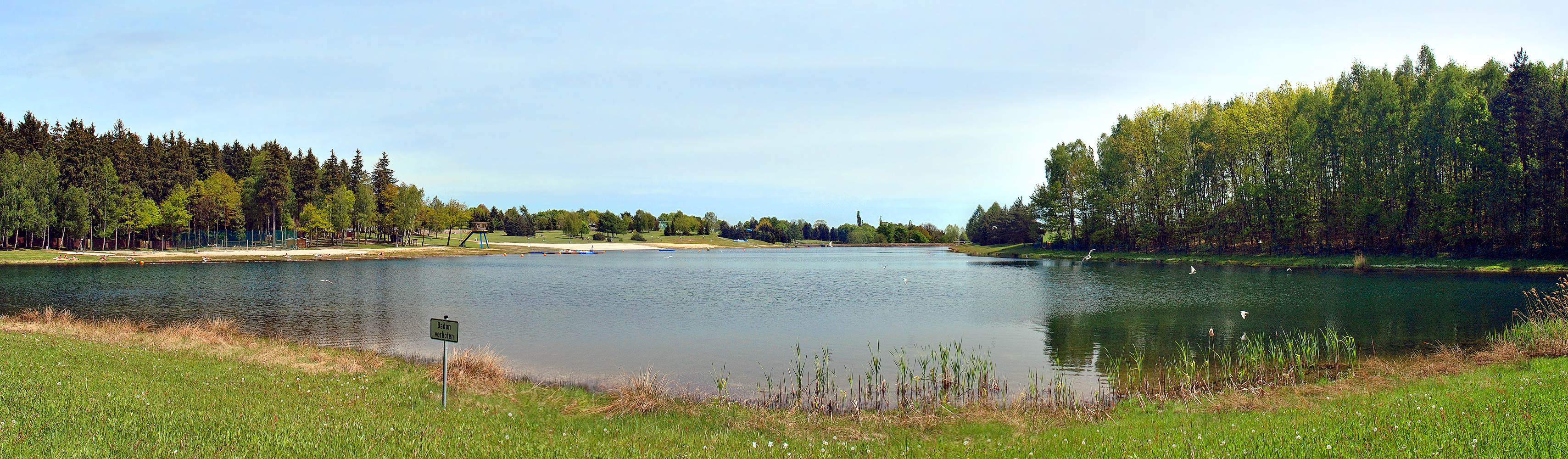
Der Stausee Oberrabenstein als Panorama-Aufnahme

Rabenstein liegt am Landschaftsschutzgebiet „Rabensteiner Wald“ das im Wesentlichen aus dem „Rabensteiner Höhenzug“ besteht. Dieser Höhenzug trennt den Nordrand des Erzgebirgischen Beckens vom Südrand des Mittelsächsischen Lößlehmgebietes – somit kann man Rabenstein als „Tor des Erzgebirges“ bezeichnen. Der breitflächige Rabensteiner Höhenzug fällt zum Erzgebirgischen Becken über 100 Meter steil ab. Die Höhenlage beträgt 314 bis 416 Meter über Normalnull.
An Rabenstein grenzen die Stadtteile Röhrsdorf, Rottluff, Siegmar, Reichenbrand und Grüna.

### Pleißenbach
Der an der Flurgrenze zu Rottluff fließende Pleißenbach hat seine Quelle in der Gemeinde Callenberg auf der Langenberger Höhe. Mit seinen 20 km ist er der längste Zufluss des Chemnitzflusses. Zum ersten Mal in einer Urkunde wird „daz waßer dy Plyßen“ im Jahr 1402 erwähnt.

## Geschichte

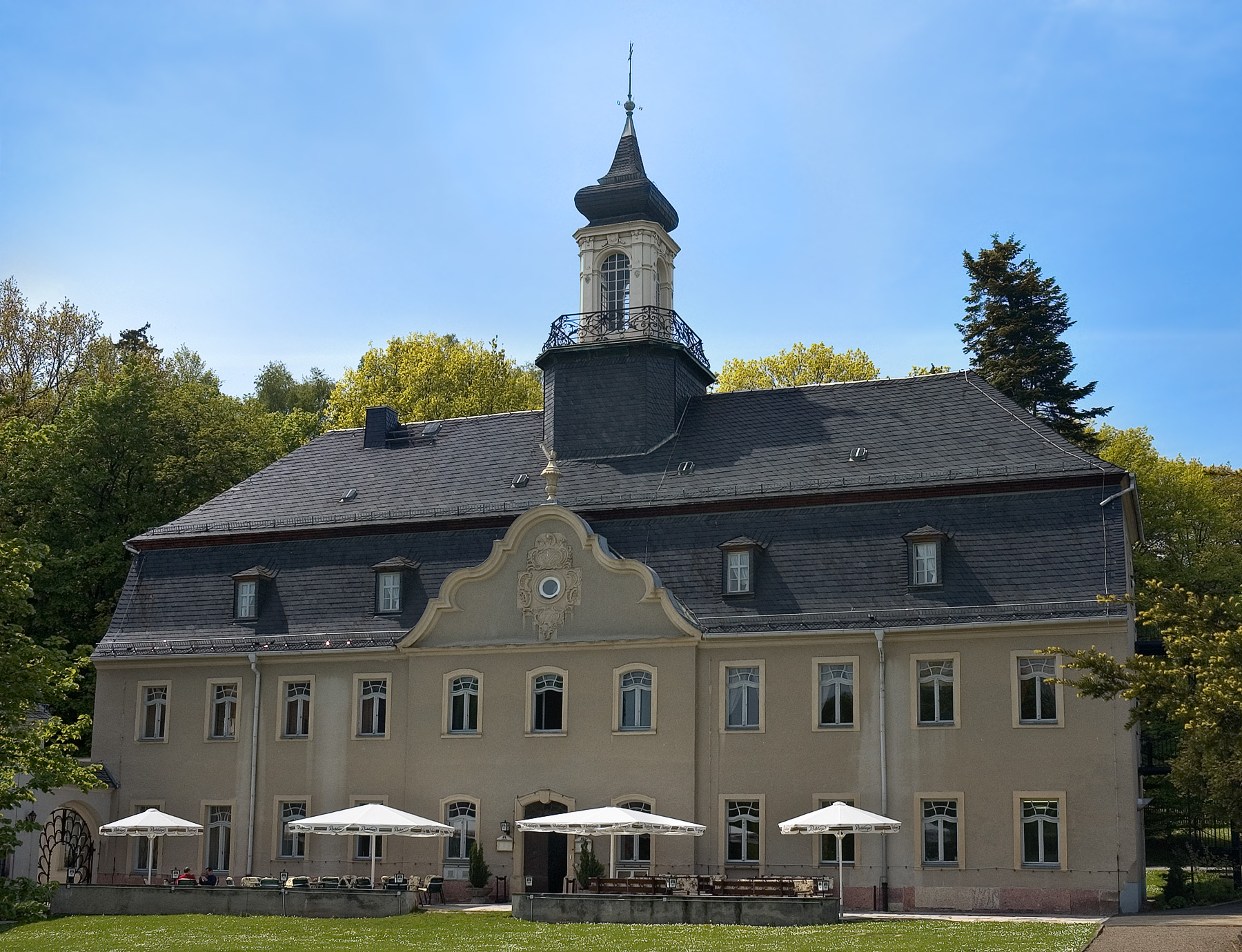
Das Schloss Rabenstein

In der Mitte des 12. Jahrhunderts entstand die Herrschaft Rabenstein im Zuge der Besiedlung des Erzgebirgswaldes während der deutschen Ostexpansion. Es wurde eine Burg als Herrschafts- und Siedlungsmittelpunkt durch die Herren von Waldenburg errichtet, damals als Schloss oder Schloss Rabenstein bezeichnet.
Oberrabenstein entstand im Schutze dieser Burg. An einer Gasse, die zur Burg hinauf führte, bildete sich eine Häusersiedlung aus vormals zum Schloss gehörigen Gewerken, wie Schmied, Müller, Brauer und Stellmacher usw. so wurde der Ort noch bis in das 19. Jahrhundert als Gasse oder Rabensteiner Gasse bezeichnet.
Niederrabenstein (1375 „Steyn“, 1696 „Nieder Rabenstein“) entstand, ebenso wie die anderen Orte der Herrschaft Rabenstein, als Waldhufendorf.
Das Chemnitzer Benediktinerkloster erwarb im Jahr 1375 die alte Herrschaft Rabenstein, wodurch es 1383 zur Rabensteiner Fehde kam. Beide Orte kamen nach der Säkularisation des Klosters 1548 zum Amt Chemnitz.
Im 19. Jahrhundert entwickelte sich Niederrabenstein zur Industriegemeinde. Es wurden hauptsächlich Strümpfe und Strickhandschuhe produziert, außerdem gab es eine Brauerei und eine Branntweinbrennerei. Durch diese Industrialisierung begann in Niederrabenstein ab 1852 ein verstärkter Zuzug, eine neue Kirchgemeinde bildete sich heraus, wodurch 1852 bis 1854 die Niederrabensteiner Kirche St. Georg erbaut wurde.
Oberrabenstein behielt bis heute seinen bäuerlichen Charakter. Seit der Eröffnung des Freibades „Stausee Oberrabenstein“ im Jahr 1976 ist es ein beliebtes Naherholungsgebiet. Ober- und Niederrabenstein wurden am 1. Oktober 1897 zur Gemeinde Rabenstein vereinigt. Rabenstein wurde am 1. Juli 1950 nach Chemnitz eingemeindet.

### Rittergut Niederrabenstein

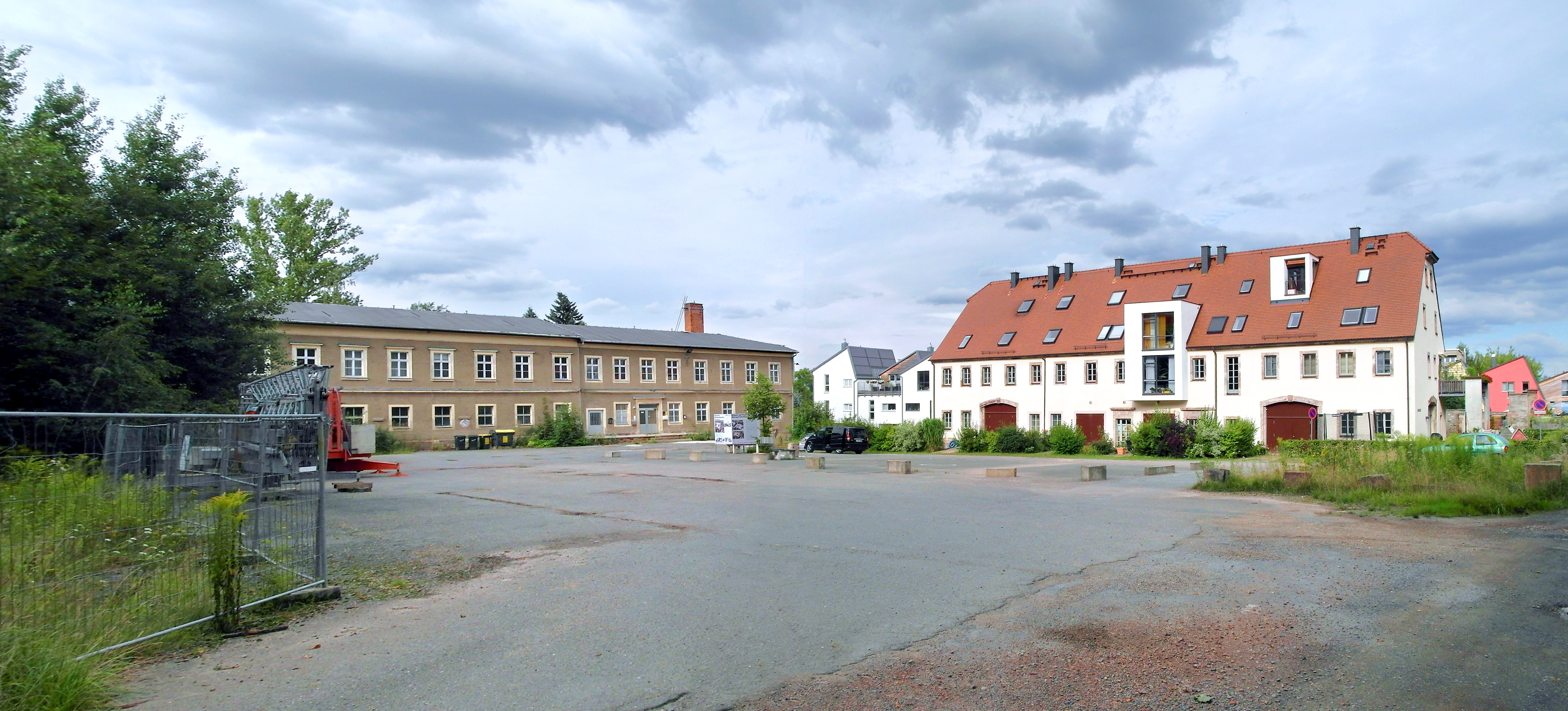
Rittergut Niederrabenstein 2016

Georg von Carlowitz erwarb 1576 vier Höfe in Niederrabenstein und erhielt dafür 1590 vom sächsischen Kurfürst die niedere Gerichtsbarkeit sowie 1602 die hohe Gerichtsbarkeit. Das Rittergut Niederrabenstein entstand dann, als das Dorf Niederrabenstein der Familie als erbliches Lehen übertragen wurde. 1619 erwarb sein Nachkomme Hans Georg auch noch die Burg mit der Rabensteiner Gasse (Oberrabenstein) und bildete somit eine neue Herrschaft Rabenstein, die ab 1671 aufgeteilt wurde. 1686 wurde die Herrschaft Niederrabenstein verkauft. Bis 1774 verblieben Burg und Rittergut Oberrabenstein im Besitz des Carlowitzer Geschlechtes, danach ging beides in bürgerlichen Besitz über. Zu seinen Besitzern gehörte u. a. Georg Ludwig von Welck (1809–1838).

## Sehenswürdigkeiten

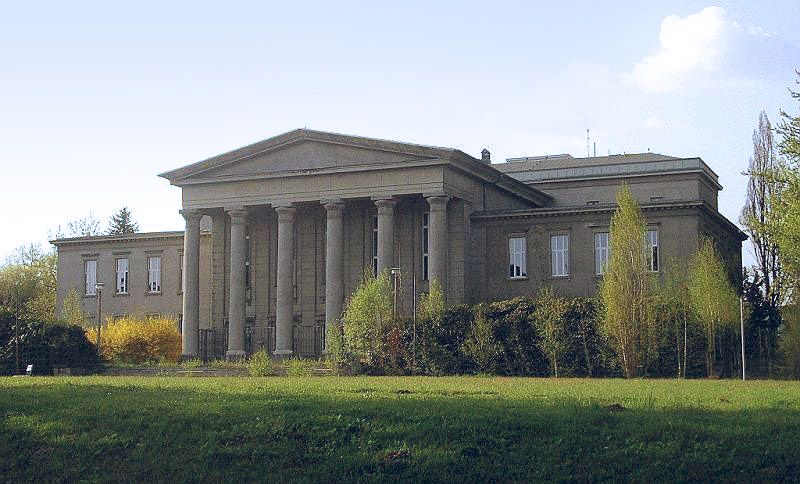
Kulturhaus am Pelzmühlenteich

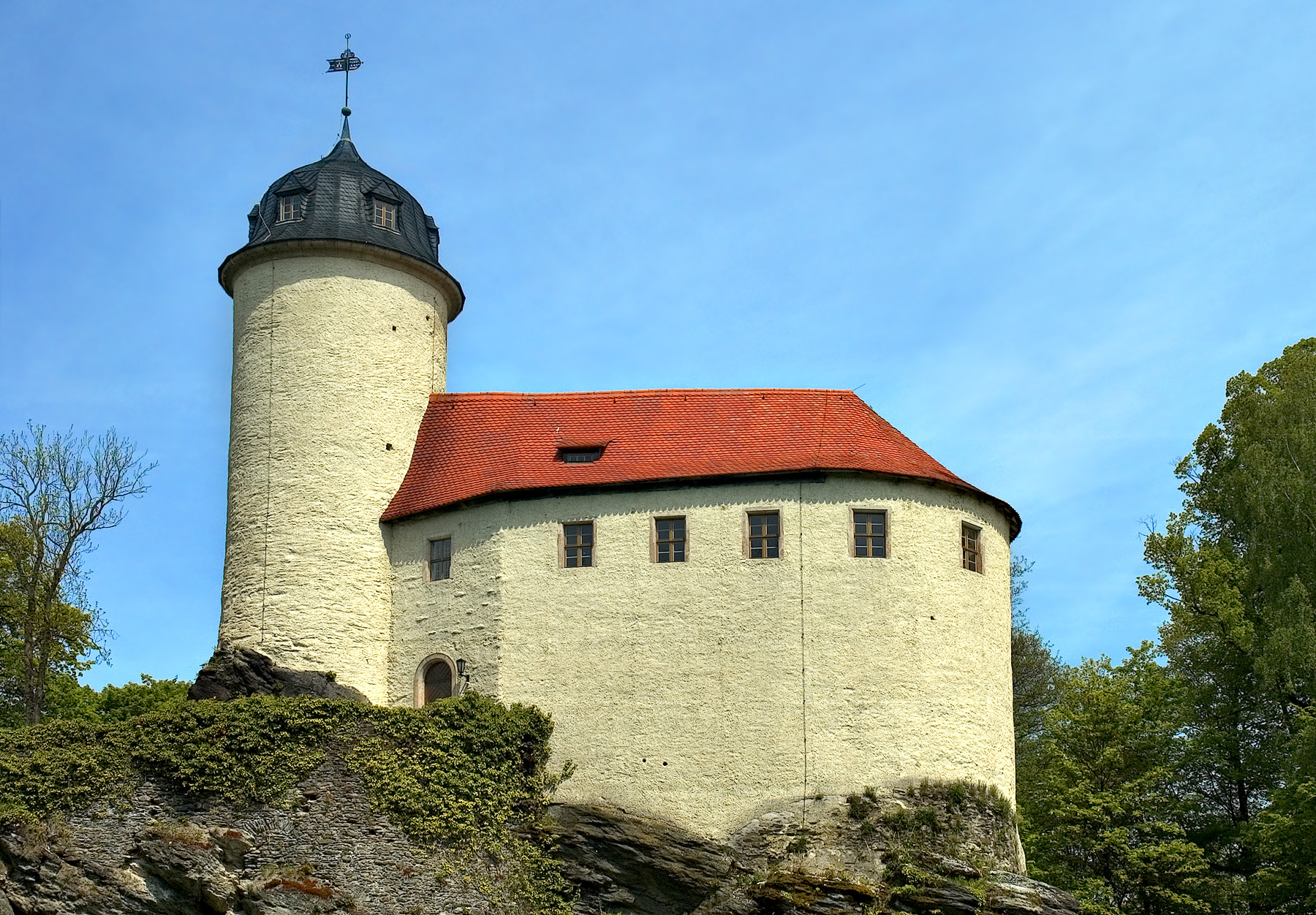
Burg Rabenstein

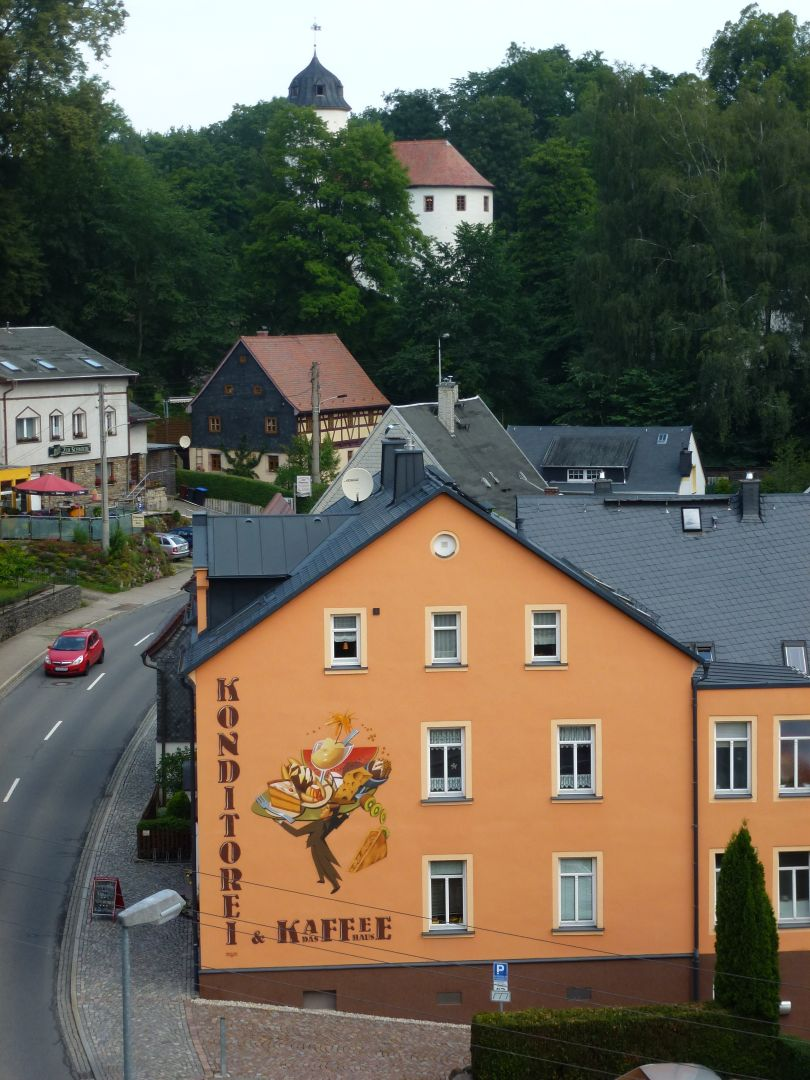
Blick vom Rabensteiner Viadukt auf die Burg

Zu den Sehenswürdigkeiten in diesem Stadtteil gehören die Burg und das Schloss Rabenstein, die Kirche St. Georg – eine der ersten Kirchen Sachsens im Stil der Neugotik mit Altar von Ernst Rietschel –, das Schaubergwerk „Felsendome“ in Niederrabenstein, das Freibad „Stausee Oberrabenstein“ (an dem von 1999 bis 2006 das Hip-Hop-Festival „Splash“ stattfand), der Pelzmühlenteich mit anschließendem Café und dem „Tierpark Chemnitz“ sowie das DRK-Krankenhaus an der Unritzstraße und die Klinik „Carolabad“ an der Riedstraße. An der Kreuzung Oberfrohnaer Straße und Trützschlerstraße befindet sich das Einkaufszentrum „Rabenstein-Center“.

### Kulturpalast Rabenstein
1951 wurde nahe dem Pelzmühlenteich an der Pelzmühlenstraße der Kulturpalast Rabenstein eröffnet. Nach der Friedlichen Revolution in der DDR wurde er vom MDR genutzt. 2012 stand er leer. Der Kulturpalast Rabenstein gilt als einer der bedeutendsten Kulturbauten der frühen Nachkriegsgeschichte. Derzeit (2021) läuft bis 2023 der Umbau des Palastes zum Wohnpalais mit 64 Wohnungen.

### Burg Rabenstein
Die Burg Rabenstein ist die kleinste mittelalterliche Burg Sachsens und wurde im Jahr 1336 erstmals erwähnt. Die Burg entstand vermutlich um 1170. Zunächst war sie im Besitz der Herren von Waldenburg, ab 1375 gehörte sie zum Chemnitzer Benediktinerkloster. Seit 1619 gehörte sie bis in das 18. Jahrhundert der Familie Carlowitz. Am 14. Dezember 1645 wurde Hans Carl von Carlowitz auf der Burg Rabenstein geboren, mit seinem Werk „Sylvicultura oeconomica“ entwickelte er 1713 Begriff und Prinzip der Nachhaltigkeit. Schon für 1819 ist eine Sanierung der Burg nachweisbar. Inzwischen zu einem gern besuchten Ausflugsziel geworden, musste sie 1942 wegen Einsturzgefahr geschlossen werden. 1955/1956 wurde sie erneut saniert und 1959 wieder zugänglich gemacht.

### Felsendome Rabenstein
Im 1906 stillgelegten Kalkwerk Niederrabenstein unweit der Autobahn A 72 im Nordosten des Ortsteils befindet sich heute ein Schaubergwerk. 
Schon vor 1375 wurde in der Herrschaft Rabenstein Kalkstein abgebaut. Nachgewiesen ist das Bergwerk in Rabenstein selbst seit 1540. Es wurde 1906 geschlossen und ist seit 1936 für Besucher geöffnet.
Im ehemaligen Bergwerk kann man die noch relativ kleinen Stalagmiten und die Stalaktiten anschauen sowie die vielen kleinen gewässerten Grotten. Sogar Fledermäuse leben hier im Winter.

### Wildgatter Oberrabenstein

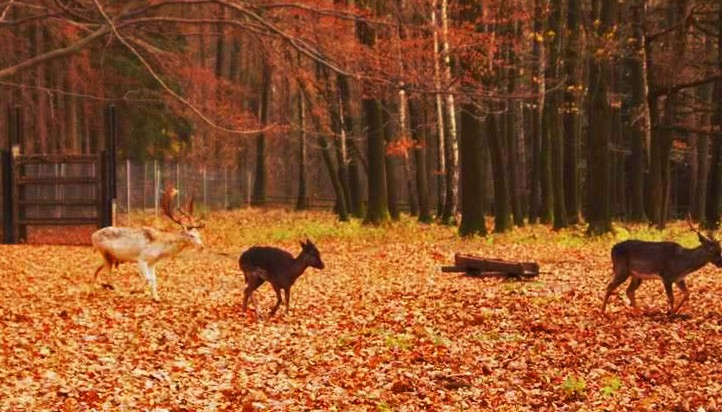
Wildgatter Oberrabenstein

Das Wildgatter Oberrabenstein empfängt seit 1973 seine Gäste. Auf einer Fläche von 35 ha bieten ein Rundweg sowie Aussichtskanzeln dem Besucher Möglichkeiten, ausschließlich europäische Tierarten in weitläufigen Gehegen zu beobachten. Darüber hinaus besteht ein Naturlehrpfad. Das Areal des seit 1995 zum Tierpark Chemnitz gehörenden Wildgatters erstreckt sich in den Rabensteiner Wald. In unmittelbarer Nähe befinden sich der Stausee Oberrabenstein, die Burg Rabenstein sowie ein Campingplatz.

## Verkehr

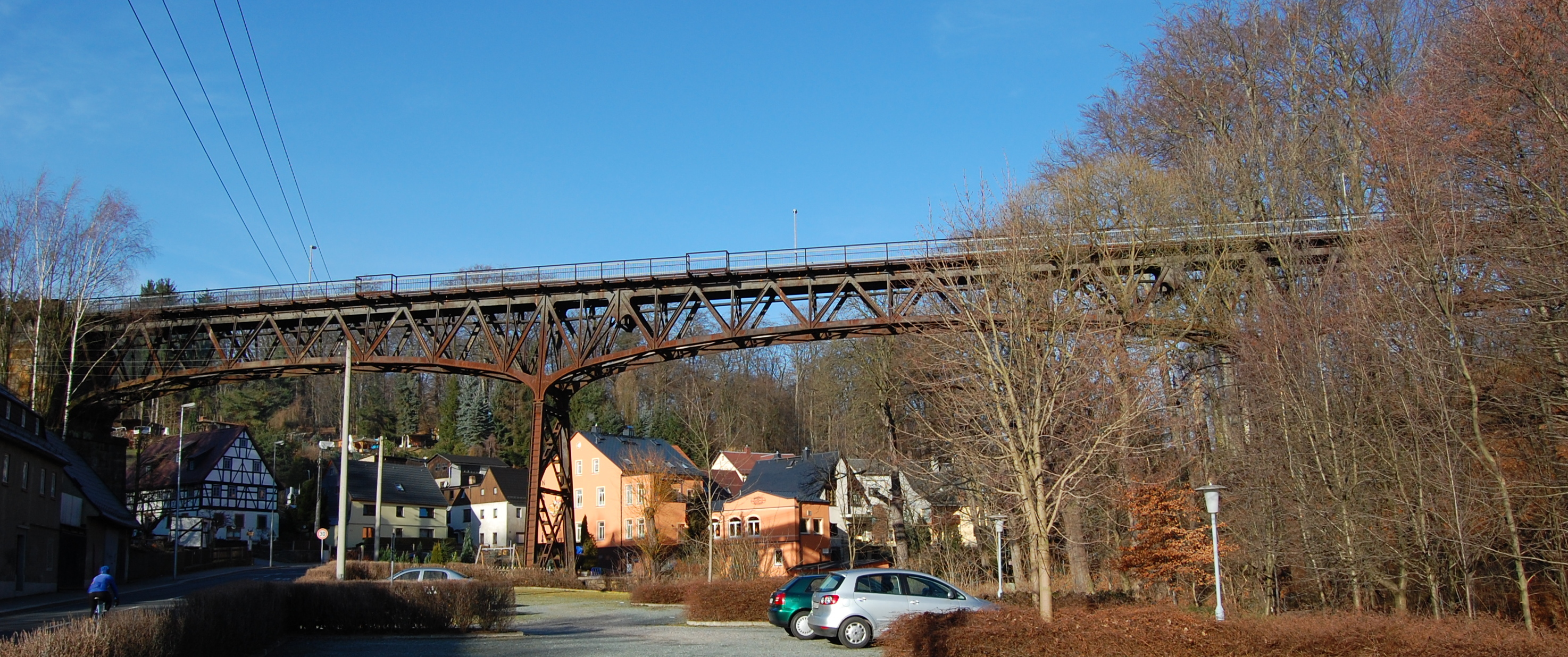
Rabensteiner Eisenbahnviadukt

Im Osten Rabensteins verläuft die A 72. Von der Anschlussstelle „Chemnitz-Rottluff / Chemnitz-Rabenstein“ fährt man über den Autobahnzubringer Kalkstraße nach Rabenstein. Des Weiteren verläuft im Norden die A 4 mit der Anschlussstelle „Limbach-Oberfrohna / Chemnitz-Rabenstein“.
Rabenstein ist mit den Buslinien 32, 43, 73, 253 und N16 des Nachtnetzes an den öffentlichen Personennahverkehr angebunden.
Über die Oberfrohnaer Straße spannt sich unweit des ehemaligen Bahnhofs Rabenstein (Sachs.) ein altes Eisenbahnviadukt, das sogenannte Rabensteiner Viadukt. Dieses Bauwerk ist heute ein technisches Denkmal, da es als eine der ersten Brücken gilt, bei denen statt Eisen hochwertiger Stahl verbaut wurde.

## Sport
In Rabenstein sind verschiedene Sportvereine beheimatet. Der größte davon ist die SG Handwerk Rabenstein, die neben Fußball auch in den Sportarten Tischtennis, Badminton, Turnen, Leichtathletik und Angeln aktiv ist. Darüber hinaus gibt es den Bogensportclub Chemnitz-Rabenstein und den TC Grün-Weiß Rabenstein, der eine lange Tradition im Tennissport hat. Der Radballverein HRV Chemnitz-Rabenstein richtete die Hallenradsport-Weltmeisterschaften 2006 aus. Des Weiteren wird jährlich im Sommer das 24-Stunden-Rennen Heavy 24 MTB am Stausee Oberrabenstein durchgeführt.

## Persönlichkeiten
- Hans Carl von Carlowitz (1645–1714), Kameralist und Oberberghauptmann
- Johann Michael Freyberg (1725–1774), lutherischer Theologe und Pastor in Niederrabenstein
- Guido Alfred Dost (1859–1929), Volksschullehrer, Komponist, Heimatkundler und Mundartdichter des westlichen Erzgebirges
- Fritz Hartmann (1906–1974), Gestapo-Chef von Trier und Luxemburg
- Christoph Schwabe (1934–2025), Musiktherapeut und Hochschullehrer, Musiker und Maler
- Achim Mehlhorn (* 1939), Chemiker
- Dietmar Schneider (* 1943), Internist, Neurologe und Hochschullehrer
- Martin Petzoldt (1946–2015), Theologe und Bachforscher